# Kodkommentar

I programspråket C kan man använda två olika typer av kommentarer, med olika markörer. Här ses inledande kommentar med röd text, och kommentarer inne i koden med grön text. Själva programkoden är blå.

En kodkommentar eller kommentar, engelska remark (REM) eller comment, är ett avsnitt programkod i ett datorprogram som ligger mellan särskilda markörer, och därför inte tas med i kompilering eller exekvering.
En kommentar kan användas för att beskriva programkoden för en mänsklig läsare. Kommentaren kan till exempel beskriva vilka argument som används i en funktion.
De kan också användas för att tillfälligt ta bort delar av koden från programmet, så att den enkelt kan återställas.